# Hieronymus Aleander

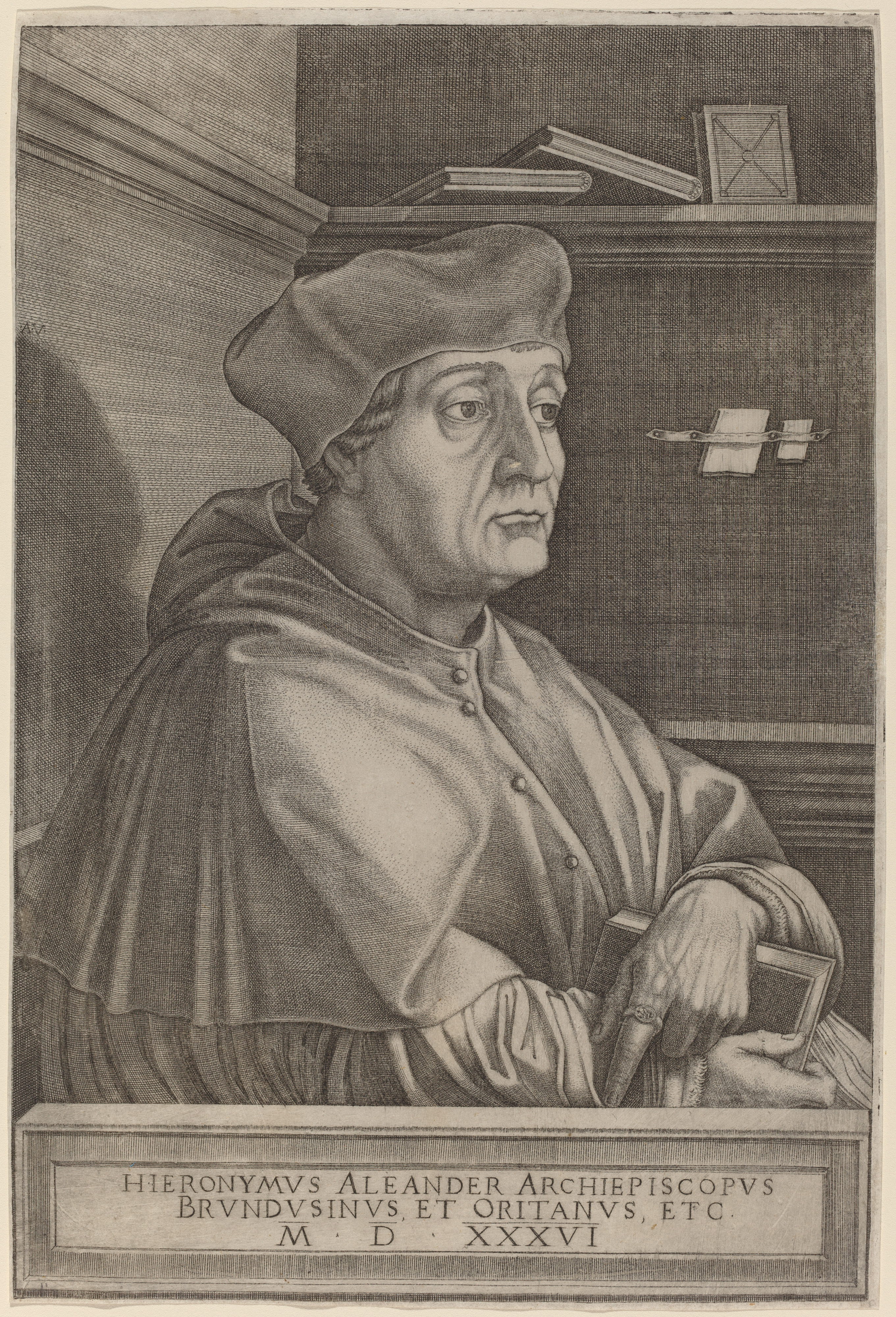
Hieronymus Aleander als Erzbischof von Brindisi (Portrait von Agostino Veneziano, ca. 1536)

Hieronymus Aleander, auch Girolamo Aleandro (* 13. Februar 1480 in Motta di Livenza bei Treviso, Republik Venedig; † 1. Februar 1542 in Rom), war ein italienischer Humanist und Kardinal.

## Leben und Wirken
Aleander war Sohn eines Arztes aus einer adeligen Familie und studierte zunächst Medizin, dann aber an der Universität Padua Theologie und alte Sprachen. Seit 1499 war er in Venedig Lehrer der alten und der orientalischen Sprachen. Dort wurde er eines der führenden Mitglieder im Gelehrtenkreis um den humanistischen Buchdrucker Aldus Manutius. 1501 berief ihn Papst Alexander VI. nach Rom und betraute ihn mit diplomatischen Aufgaben. Auf seinen Reisen wurde er unter anderem mit Erasmus von Rotterdam bekannt und vertraut. 1508 ging er als Lehrer der alten Sprachen an die Universität von Paris; dort führte er das systematische Studium der griechischen Sprache ein. In seiner Zeit als Lehrer der Philologie in Venedig und Paris wurde er als Herausgeber antiker griechischer Autoren tätig und verfasste eine griechische Grammatik. Bahnbrechend war sein Lexicon graeco-latinum, das 1512 in Paris erschien. Nach einem kurzen Aufenthalt in Orléans (möglicherweise, um der Pest auszuweichen) wurde er 1513 zum Rektor der Pariser Universität gewählt. Noch im selben Jahr wandte er sich wieder der Politik zu: er trat in den Dienst Ludwigs XII. und wurde Kanzler des Lütticher Fürstbischofs und schließlich 1517(–1519?) in Rom Leiter der Vatikanischen Apostolischen Bibliothek.
Im September 1520 sandte ihn Papst Leo X. als Nuntius an den Hof Karls V., um Kaiser und Reich gegen die Reformation zu mobilisieren. Auf dem Reichstag zu Worms spielte er eine entscheidende Rolle. In einer berühmt gewordenen Rede am Aschermittwoch 1521 verlangte er, über Martin Luther sofort die Acht zu verhängen. Diese Forderung konnte er jedoch nicht durchsetzen: Luther wurde vorgeladen. Der Entwurf des Wormser Edikts stammte aus seiner Feder (was zum Bruch mit Erasmus führte). Er bewirkte dann auch die Verabschiedung dieses Dokuments.
1524 wurde Aleander Erzbischof von Brindisi und Nuntius bei Franz I. in Frankreich. Gemeinsam mit diesem geriet er in der Schlacht bei Pavia (1525) in Gefangenschaft. Auch später war er mehrfach in diplomatischer Mission im Auftrag des Heiligen Stuhls unterwegs, hauptsächlich mit der Aufgabe, einen friedlichen Ausgleich der religiösen Parteien im Deutschen Reich zu unterbinden. Den Religionsfrieden zu Nürnberg (1532) konnte er jedoch nicht verhindern. 1538 wurde Aleander von Papst Paul III. zum Kardinal erhoben. Seine Titelkirche war San Crisogono. Vier Jahre später starb er in Rom.
Für die Geschichte der Reformation (und der beginnenden Gegenreformation) sind seine Briefe ebenso wie seine Tagebücher aufschlussreiche Dokumente.